# Sordillos
Sordillos ist ein nordspanischer Ort und eine Gemeinde (municipio) mit 22 Einwohnern (Stand: 2024) im Westen der Provinz Burgos in der Autonomen Gemeinschaft Kastilien und León. Zur Gemeinde gehört die kleine Ortschaft Mahallos.

## Lage und Klima
Sordillos liegt in der Kastilischen Hochebene (meseta) in einer Höhe von ca. 795 m ca. 40 km westnordwestlich von Burgos. Der Río Odra fließt am westlichen Rand der Gemeinde. Die Temperaturen sind im Winterhalbjahr durchaus kalt, im Sommer dagegen warm bis heiß; Regen (ca. 601 mm/Jahr) fällt übers Jahr verteilt.

## Bevölkerungsentwicklung
| Jahr      | 1970 | 1981 | 1991 | 2001 | 2011 | 2021 |
| Einwohner | 88   | 49   | 43   | 32   | 27   | 28   |

## Sehenswürdigkeiten
- Petruskirche (Iglesia de San Pedro Apostól)
- Kirche San Román in Mahallos

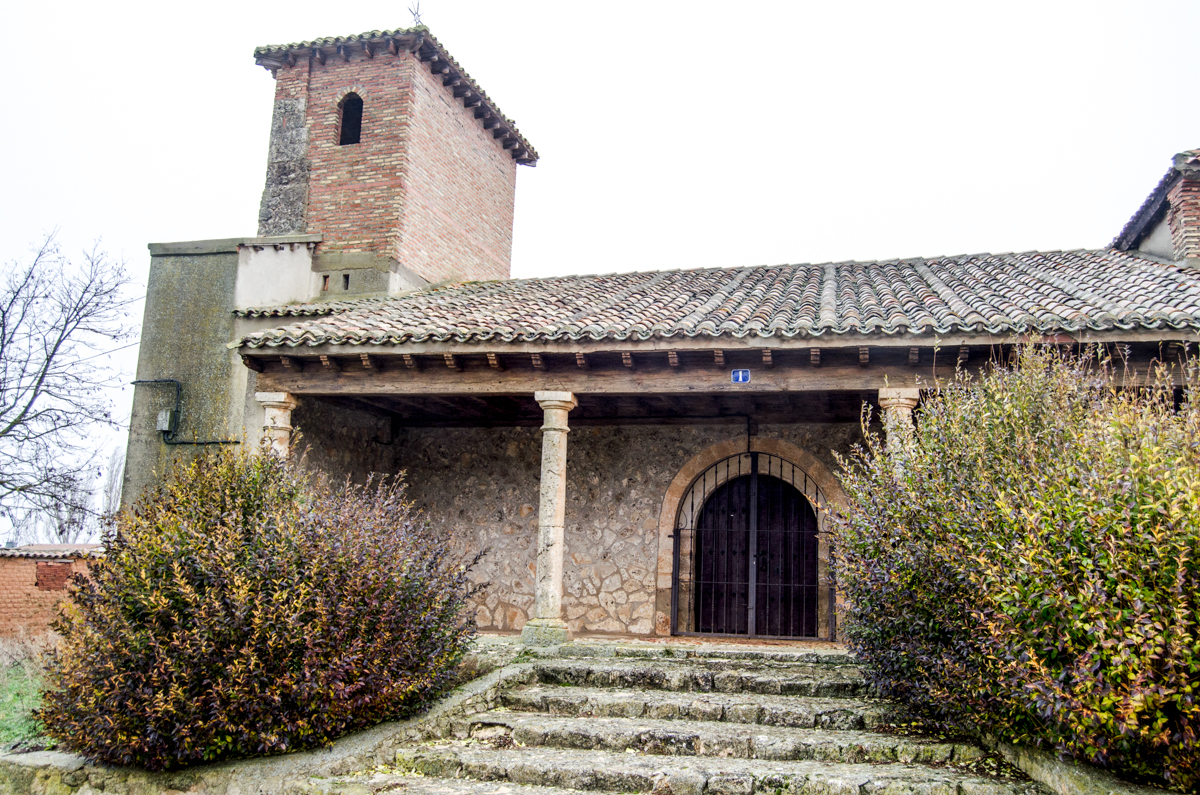
Kirche San Román